# Regering-Poincaré I
De regering-Poincaré I was tussen 14 januari 1912 en 21 januari 1913 de regering van Frankrijk. De regering stond onder leiding van premier Raymond Poincaré.
President Armand Fallières vroeg in het kader van toenemende spanningen tussen Frankrijk en Duitsland aan Poincaré om een regering te vormen. Poincaré koos voor een kabinet van nationale eenheid met sleutelposten voor hemzelf (Buitenlandse Zaken), Aristide Briand (Justitie), Alexandre Millerand (Oorlog) en Théophile Delcassé (Marine).
Op buitenlands gebied werd de Triple Entente met het Verenigd Koninkrijk en Rusland versterkt. Wat betreft de Balkanoorlogen en het confict tussen Italië en het Ottomaanse Rijk voerde Frankrijk een politiek van neutraliteit. De positie van Frankrijk in Marokko werd versterkt door het vestigen van een protectoraat. Op binnenlands gebied werd een nieuwe kieswet gestemd die een evenredige vertegenwoordiging instelde.
Aan de regering kwam een einde na de presidentsverkiezingen van 17 januari 1913 waarin Poincaré Jules Pams versloeg om de nieuwe Franse president te worden.

## Regering-Poincaré I (27 juni1911-21 januari1912)
- Raymond Poincaré (PRD) - Président du Conseil (premier), minister van Buitenlandse Zaken
- Théodore Steeg (PRRRS) - Minister van Binnenlandse Zaken
- Aristide Briand (PRS) - Minister van Justitie
- Louis-Lucien Klotz (PRRRS) - Minister van Financiën
- Alexandre Millerand (PRS) - Minister van Oorlog
- Théophile Delcassé (RI)- Minister van Marine
- Gabriel Guist'hau (PRD) - Minister van Onderwijs en Schone Kunsten
- Jean Dupuy (PRD) - Minister van Openbare Werken, Posterijen en Telegrafie
- Fernand David (RI) - Minister van Handel en Industrie
- Jules Pams (PRRRS) - Minister van Landbouw
- Albert Lebrun (PRD) - Minister van Koloniën
- Léon Bourgeois (PRRRS) - Minister van Arbeid en Sociale Zekerheid

### Wijzigingen
- Albert Lebrun (PRD) verving op 12 januari 1913 Alexandre Millerand (PRS) als minister van Oorlog
- René Besnard (PRRRS) verving op 12 januari 1913 Albert Lebrun (PRD) als minister van Koloniën